# Osage megye (Missouri)
Osage megye az Amerikai Egyesült Államokban, azon belül Missouri államban található. Megyeszékhelye és legnagyobb városa Linn. Lakosainak száma 13 274 fő (2020. április 1.). Osage megye Gasconade, Callaway, Montgomery, Maries, Miller és Cole megyékkel határos.

## Népesség
A megye népességének változása:
| Lakosok száma | 13 872 | 13 914 | 13 852 | 13 688 | 13 628 | 13 274 |
|               | 2010   | 2011   | 2012   | 2013   | 2015   | 2020   |